# کورت آیسنر
کورت آیسنر (انگلیسی: Kurt Eisner؛ ۱۴ مهٔ ۱۸۶۷ – ۲۱ فوریهٔ ۱۹۱۹) یک سیاست‌مدار اهل آلمان بود.